# 로드맨 베이징 익스프레스
《로드맨 베이징 익스프레스》는 2016년 6월 16일부터 2016년 7월 7일까지 유튜브, 네이버 TV, 다음 tv팟의 AKA TV 채널을 통해 공개된 리얼리티 인터넷 프로그램이다. 프리퀄 형식의 4부작으로 국내 종합격투기 단체 로드 FC와 AKA TV(주먹이 운다의 제작진과 신인발굴 오디션 프로그램 쇼미더머니의 제작진으로 구성됨)가 공동 제작하였다. 한국팀과 중국팀의 다양한 대결을 담은 이 서바이벌에서는 권아솔과 이예지가 각각 한국팀의 코치와 매니저를, 아오르꺼러와 옌샤오난이 각각 중국팀의 코치와 매니저를 맡았다. 선수들은 한국팀의 경우 주먹이 운다 출신의 선수들이었지만 중국팀의 경우 체육관들을 돌아다니며 아오르꺼러와 옌샤오난이 추려낸 선수들이었다.

## 출연자

### 진행
- 윤형빈

### 팀
| 대한민국 | 코치 | 권아솔, 이예지                           |
| 대한민국 | 선수 | 김재훈, 홍영기, 심건오, 권민석, 박형근   |
| 중국팀   | 코치 | 아오르꺼러, 얜시아오난                   |
| 중국팀   | 선수 | 마하오빈, 장지앤쥔, 양쥔카이, 루오췐차오 |

### 스페셜 멘토
- 윤형빈
- 김보성
- 정문홍

### 중계진
- 김대환 (해설)
- 김수환 (캐스터)

### 로드 FC 데뷔 중국팀 선수
- 마하오빈
- 장지앤쥔

## 관련 방송
- 겁 없는 녀석들
- 주먹이 운다

## 같이 보기
| - 로드 FC - 로드 FC 챔피언 목록 - 로드 FC 선수 목록 - 로드 FC 대회 목록 - 로드 FC 기록 목록 - 현 로드 FC 선수 목록 - 로드 FC 어워즈 |